# Santo Antônio dos Lopes, Maranhão
Santo Antônio dos Lopes este un oraș în unitatea federativă Maranhão (MA), Brazilia.